# Isola di Ommanney
L'isola di Ommanney (in russo Остров Оммани, ostrov Ommani) è un'isola russa nell'Oceano Artico che fa parte della Terra di Zichy nell'arcipelago della Terra di Francesco Giuseppe.

## Geografia
Isola di Ommanney si trova nella parte nord della Terra di Zichy, 10 km a nord-est dell'isola di Harley e 12 km a nord-ovest dell'isola di Jackson; ha una forma a mezzaluna, con una lunghezza di 3 km, e una larghezza massima di 1,2 km; la sua altezza massima è di 27 m ed è libera dai ghiacci.

## Storia
Così chiamato in onore dell'ufficiale inglese ed esploratore artico Erasmus Ommanney (1814-1904), che partecipò nel 1850 alla ricerca della perduta spedizione di John Franklin.